# Falkvarv
Falkvarv AB är ett svenskt reparationsvarv i Falkenberg, som bildades 1993. Det är en uppföljare av det tidigare nybyggnadsvarvet Falkenbergs Varv AB på samma lokal. Falkvarv bedriver reparations-, underhålls- och ombyggnadsarbeten och förfogar över två flytdockor: nummer 1 på 120x19 meter upp till 4.500 ton och nummer 2 på 155x24 meter på 7.500 ton.
Varvet fick 2020 i uppdrag att slutföra nybyggnaden av Göteborgs universitets forskningsfartyg R/V Skagerak.